# Atanas Golomeev
Atanas Golomeev (en bulgare : Атанас Голомеев), né le 5 juillet 1947 à Sofia, en Bulgarie et mort le 12 août 2023, est un joueur, entraîneur et dirigeant bulgare de basket-ball. Il évolue durant sa carrière au poste de pivot.

## Palmarès
- Coupe de Bulgarie 1976, 1979, 1982, 1983
- Meilleur marqueur du championnat d'Europe 1973, 1975